# 고르나에 (쿠릴스키군)

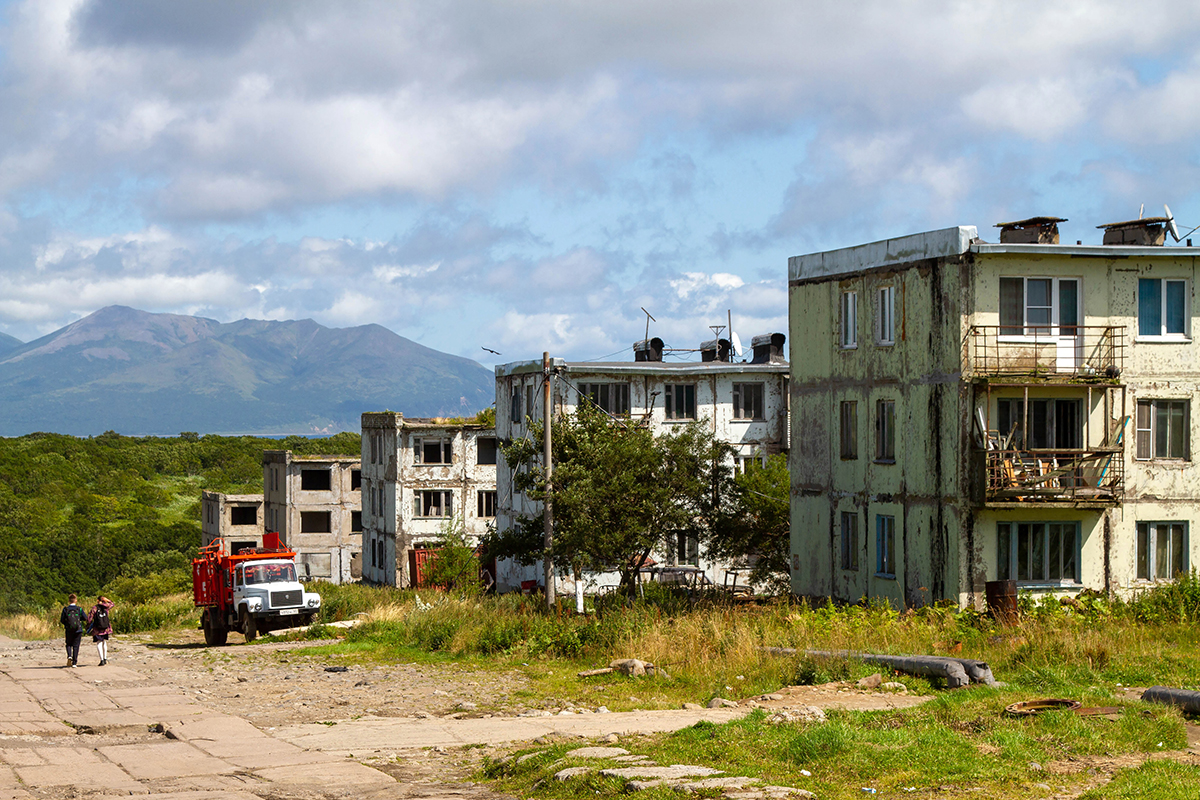

고르나에(러시아어: Гóрное)는 러시아의 도시이다. 사할린 주 쿠릴스크 군에 소속되어 있다. 일본은 이 지역을 루베쓰 촌(일본어: 留別村)이라고 부르며 홋카이도 네무로 지청 에토로후 군에 포함시킨다.

## 지리
이투루프 섬의 남서측에 위, 쿠나시르 섬의 아토이야 곶과는 약 20km의 거리이다. 지세는 평야가 많고, 호수와 늪도 발달했다. 또 모에소 만과 히토캇푸 만, 포로노트 만 등의 천연의 양항이 풍족하다.
중심 취락인 나이보 지구는 어업의 중심지이자 또 섬의 양안을 묶는 교통의 요소로서 발전했다. 한편, 겨울에 유빙으로 닫히는 루베쓰 항을 보충하는 형태로 남해안의 히토캇푸 만에 접하는 해 도시모에도 발전했고, 쇼와 시대에는 에토로후 섬 산업의 중심이 되어 인구도 계속 증가했다.
그러다가 소련령이 된 이후 러시아인 등 소련 예하의 민족들이 유입되었으며 소련이 망한 이후 경제적 혼란 속에 인구가 감소하기도 했으나 지하자원의 개발 및 군사적 가치 등을 인정받게 되어 현재는 연방정부의 지원에 힘입어 인구가 회복되고 있다.

## 경제
일정 시기 북서쪽 기슭(니시마에)과 남동쪽 기슭(히가시마에)에서 산물이 달라 주로 서쪽이 어업, 동쪽이 채조업을 했다. 냉장선이 연안을 순회해, 정치망의 어획을 회수하고 네무로에 출시하였다. 오늘날에는 주민들 대다수가 어업에 종사하며 연방정부 차원의 개발이 진행 중이다.

## 인접한 지역
- 유즈노쿠릴스키 군

## 역사
에도 시대 중기 에토로후 군역은 1754년 마쓰마에번에 의해서 열린 구나시리 장소에 속해 에조(아이누)의 사람들과 교역을 하게 되었다. 1800년에는 구나시리 장소로부터 분립한 에토로후 장소에 속했다.
- 1869년 8월 15일 : 홋카이도 11국이 놓여져 지시마국 에토로후 군이 성립하였다. 이듬해, 단네모이 촌(丹根萌村), 나이보 촌(内保村)이 두어졌다.
- 1945년 8월 28일 : 루베쓰 촌에 소련군이 진주하였다.
- 1945년 9월 2일 : 일본 정부가 항복문서에 조인, 동시에 일반 명령 제1호에 의해 소련이 점령하게 되었다.
- 1946년 2월 1일 : 소련 정부가 영유를 선언했다. 러시아 소비에트 연방 사회주의 공화국 산하 하바롭스크 크라이 소속.
- 1947년 10월 : 주민들이 강제송환으로 사할린에 보내졌다.
- 1948년 10월 : 당시 일본을 통치하던 미 군정이 소련과 맺은 '소련지구 송환 미-소 잠정협정'(1946.11.27)에 따라 1948년 10월에 일본으로 송환되었다.
- 1967년 7월 8일 : 사할린 주에 편입.